# Saint-Honoré (Sena Marítimo)
Saint-Honoré é uma comuna francesa na região administrativa da Normandia, no departamento de Sena Marítimo. Estende-se por uma área de 3,04 km². Em 2010 a comuna tinha 209 habitantes (densidade: 68,8 hab./km²).